# Richard Steere
Richard Clarke Steere (* 5. März 1909 in Kansas City, Missouri; † 17. März 2001 in Lanham, Maryland) war ein US-amerikanischer Florettfechter.

## Leben
Richard Steere nahm an den Olympischen Spielen 1932 in Los Angeles teil, bei denen er mit der Mannschaft den dritten Platz belegte. Mit Hugh Alessandroni, George Calnan, Dernell Every, Joseph Levis und Frank Righeimer erhielt er somit die Bronzemedaille.
Steere begann mit dem Fechten während seiner Zeit an der United States Naval Academy in Annapolis und war später auch Kapitän der Fechtmannschaft der US Navy. Während des Zweiten Weltkriegs war er im Beraterstab von General George S. Patton als Meteorologe tätig. 1961 ging er im Rang eines Captains in Ruhestand.